# Voosport
Voosport, stylisé VOOSport, anciennement VOOFoot, est une chaîne de télévision thématique privée belge à péage consacrée au sport.
Elle diffuse l’intégralité des matchs de foot de la Jupiler Pro League, mais aussi du basket et du Hockey, avec l'EuroMillions Basket-ball League et l'Audi Hockey League.
À la suite de l'acquisition du foot belge par Eleven Sports, les 3 chaînes VOOsport ont arrêté leur diffusion le 3 août 2020. Elles ont été remplacées par les trois chaînes Eleven Sports League, qui sont dans la même option VOOsport.

## Histoire
En Juin 2011, VOOFoot est créée à la suite de l’acquisition des droits TV exclusifs pour le championnat de Belgique de football. Elle est directement diffusée en haute définition.
En 2015, à la suite de l'acquisition des droits de la première division de basket et plus récemment du hockey, VOOFoot devient VOOSport.

Ancien logo, avant le changement de nom.

## Organisation

### Capital
La chaîne appartient à 100 % au groupe audiovisuel Be TV.

## Programmes
La chaîne Voosport axe sa grille sur la diffusion de sport 100% belge.
En dehors des programmes proposés, la chaine diffuse de l'autopromotion pour les offres de l'opérateur VOO ainsi que des bandes-annonces des programmes de Be TV mais aussi ceux de Ciné+.

## Journalistes et consultants
L'équipe de journaliste est composée entre autres de Christine Schréder, Frédéric Waseige, Jean-François Remy et Philippe Hereng. Tandis que l'équipe de consultant est elle composée d'anciens joueurs professionnels comme Philippe Albert, Olivier Doll, Nordin Jbari ou encore Cédric Fauré.